# 斯普伦特·达布维多
斯普伦特·阿鲁莫古·达布维多（英語：Sprent Arumogo Dabwido，1972年9月16日—2019年5月7日），瑙鲁政治家，曾担任瑙鲁总统。他也曾是一名举重运动员。作为国会议员的儿子，斯普伦特·达布维多在2004年首次参选瑙鲁议会选举中，成功当选为梅嫩选区的议员。2009年，斯普伦特成为马库斯·斯蒂芬政府的电信部长；而在马库斯辞职之后，他于2011年11月加入到反对派阵营。斯普伦特在成为瑙鲁反对派成员时期，瑙鲁议会通过了对时任瑙鲁总统弗雷德里克·皮彻的不信任案。在弗雷德里克被解职四天后，斯普伦特成为瑙鲁总统。在出任瑙鲁总统期间，斯普伦特还担任瑙鲁内阁主席以及其他各种职务。

## 运动生涯
在步入政坛之前，斯普伦特·达布维多是一名举重运动员。他是1995年和1996年连续两届瑙鲁全国举重冠军。斯普伦特曾经代表瑙鲁队在1995年的萨摩亚运动会上为他的祖国赢得一枚银牌，并出战1995年世界举重锦标赛超重量级级别赛事。

## 政治生涯
斯普伦特·达布维多是前瑙鲁议会议员奥迪·达布维多（Audi Dabwido）的次子，斯普伦特在进入政坛之前曾经是运动员并在退役后短暂进入公共保险领域工作。斯普伦特是瑙鲁优先党的创党人，并在2004年的瑙鲁议会选举中成为国会议员。在这次议会选举中，他在梅嫩区击败了尼姆罗德·博特兰加（Nimrod Botelanga）。他在随后的2007年和2008年选举中再次获胜，并成为议会中支持总统马库斯·斯蒂芬的党派。2009年，马库斯·斯蒂芬总统任命斯普伦特为瑙鲁政府的电信部长，而他在任职期间里力主引进手机。在2010年选举中，斯普伦特继续连任国会议员。在马库斯·斯蒂芬辞职并由弗雷德里克·皮彻接任总统职位后，他于2011年加入反对党阵营。

### 总统任期
在時任总统弗雷德里克·皮彻的不信任案获得通过后，达布维多被瑙鲁议会提名接任皮彻的总统职位。该提名案得到了9票支持和8票反对。
就任总统后，斯普伦特参加的第一个重要国际会议是在南非德班举行的2011年联合国气候变化大会。在本次大会上，他作为小岛屿发展中国家集团中太平洋岛国的代表出席。开幕式的全体会议上，斯普伦特评估了海平面上升将导致太平洋岛国所面临的潜在威胁。他重申了小岛屿发展中国家集团减少温室气体排放的目标，以防止进一步的全球气候变化。同时他还呼吁与《京都议定书》一起制订一项具有法律约束力的议定书，并且他也提到了“对发展中国家的减缓行动”和巴厘岛行动计划。
斯普伦特支持在瑙鲁重新开放由澳大利亚纳税人资助的寻求庇护者保护中心，该中心得到了澳大利亚反对党澳大利亚自由党的支持却遭到了澳大利亚执政党澳大利亚工党的反对。2012年6月，斯普伦特在上任七个月后解散了他的内阁，理由是内阁未能有效推动《宪法修正案议会改良法案》的通过。这是一项拟议的瑙鲁宪法修正案，这将改变瑙鲁议会的组成人数、引入“监察委员会（Ombudsman Commission）”，并制订针对议员们的道德规范。在斯普伦特的新内阁里，他额外担任了公共服务部长、警察与紧急服务部长、内政部长及气候变化部长。2012年9月，斯普伦特作为瑙鲁代表在联合国大会第67届会议的一般性辩论上发表了他的第一次讲话。他在发言中敦促联合国更直接地应对气候变化，并批评了多边主义的无效性。
2013年，达布维多放棄競選連任。

## 卸任之后
在斯普伦特·达布维多卸任瑙鲁总统之后，他又回到瑙鲁议会并成为反对派成员。他指控瑙鲁政府腐败和滥用权力；而政府则指责他与其他反对派议员散布“对国家的谎言”来回应瑙鲁以外的记者。2015年，斯普伦特和其他反对派议员在瑙鲁议会前举行反政府抗议活动，他们因此被控制造骚乱。包括斯普伦特在内的一系列被告被卷入一个名为“瑙鲁19”的案件，但瑙鲁最高法院在2018年判决针对斯普伦特的所有起诉败诉。
2018年5月，斯普伦特在瑙鲁共和国医院被诊断出晚期癌症。斯普伦特前往澳大利亚治疗癌症并寻求政治庇护，他声称瑙鲁政府阻扰他离开瑙鲁前往海外寻求治疗。瑙鲁政府否认了这一说法，宣称他们在接到斯普伦特的请求之后就立即同意，并且为他的海外治疗提供了全额资助。
在澳大利亚接受治疗期间，斯普伦特取消了对由澳大利亚资助的寻求庇护者处理中心的支持并希望该设施能够停止运营；他还表达了对“医疗护送法案”的支持。

## 私人生活
斯普伦特·达布维多与一名名叫露西（Luci）的女士建立了同居伴侣关系，他们之间的关系至少已经维持了8年。当斯普伦特被诊断出癌症之后，他向露西提出了求婚并完成了订婚。两人于2019年在悉尼举行了婚礼。
2018年，斯普伦特被诊断出咽喉癌晚期。2019年5月8日，斯普伦特·达布维多因病去世，得年46岁。